# 川越たまき
川越 たまき（かわごえ たまき、1948年11月11日 - ）は、日本の女優。東京都出身。プロダクション・タンク所属。身長158.6cm。体重74kg。

## 人物
かつては日本演技アカデミー、劇団芸協、劇団東芸、グループ鬼に所属していた。
趣味は三味線、日本舞踊（西川流）、水泳（平泳ぎ）、料理、ゴルフ、テニス、シャンソン。

## 出演作品

### テレビドラマ
- 泣くな青春 第16話「断絶のブルース」（1973年、CX）
- 土曜日の女シリーズ / 明日に喪服を（1973年、NTV）
- 特別機動捜査隊（NET）
  - 第593話「魔性の女」（1973年） - お手伝い
  - 第652話「壁の中に消えた女」（1974年） - 広子
  - 第655話「ある特捜記者」（1974年） - 久子
  - 第681話「襲われた夜」（1974年） - 看護婦
  - 第726話「兄とその妹」（1975年） - 静枝
  - 第753話「愛と死その罪」（1976年） - 看護婦
  - 第755話「甘えるな英太」（1976年） - ホステス
- 土曜日の女 / 明日に喪服を 第1話（1973年、NTV）
- キカイダー01 第35話「振袖娘ビジンダー地獄絵巻」（1974年、NET） - ミヨコ
- 太陽にほえろ! 第132話「走れ! ナポレオン」（1975年、NTV）
- 大江戸捜査網 第3シリーズ 第128話「江戸に吹く凶悪の嵐」（1976年、12ch）
- 俺たちの朝 第19話「雨漏と人工呼吸と熱い味噌汁」（1977年、NTV） - 国際繊維社員
- 気まぐれ天使 第29話「お母さん、あしからズ」（1977年、NTV）
- 祭ばやしが聞こえる（1977年、NTV）
- 平岩弓枝ドラマシリーズ / 藍の女（1979年、CX）
- 未亡人（1980年、MBS） - ユキ[1]
- 大河ドラマ / おんな太閤記（1981年、NHK） - 侍女
- ソムリエ 第8話「女ソムリエ誕生!」（1999年、フジテレビ）
- 金曜時代劇 / しくじり鏡三郎 第1話（1999年、NHK） - 長屋のおかみさん[1]
- 花ざかりの君たちへ〜イケメン☆パラダイス〜2011 第8話（2011年、フジテレビ）
- リーガル・ハイ 第9、10話（2012年、フジテレビ） - 板倉初江
- 日曜劇場 / MONSTERS 第2話（2012年、TBS）
- 木曜ドラマ9 / あぽやん〜走る国際空港（2013年、TBS）
- 金曜ドラマ / 夜行観覧車（2013年、TBS）
- 月9（フジテレビ）
  - 海の上の診療所 第11話（2013年）
  - デート〜恋とはどんなものかしら〜 第7話（2015年）
- 連続ドラマW / グーグーだって猫である 第1話（2014年、WOWOW）
- プラチナエイジ（2015年、フジテレビ）
- HOPE〜期待ゼロの新入社員〜（2016年、フジテレビ）
- 闇金ウシジマくん Season3（2016年、MBS）
- 金曜ナイトドラマ / グ・ラ・メ! 〜総理の料理番〜（2016年、テレビ朝日）
- 三匹のおっさん3〜正義の味方、みたび!!〜（2017年、テレビ東京）
- スーパーサラリーマン左江内氏 第1話（2017年、日本テレビ） - さゆりの飼い主
- プレミアムドラマ / 全力失踪（2017年、NHK BSプレミアム）
- FINAL CUT（2018年、フジテレビ）
- ドラマ10 / 昭和元禄落語心中（2018年、NHK）
- 猫探偵の事件簿（2018年、NHK）
- 刑事7人 第8話（2019年、テレビ朝日） - 岩倉祥子
- 東京タラレバ娘2020（2020年、日本テレビ）
- にじいろカルテ（2021年） ‐ 青木敏子（久志の祖母） 役
- 恋はDeepに（2021年） - スーパーマーケットの客 役
- 我らがパラダイス（2023年） - 田島道代 役

### テレビ番組
- 天才!志村どうぶつ園（日本テレビ）
- ザ!世界仰天ニュース（日本テレビ）
- 中居正広の金曜日のスマたちへ（TBS）
- 奇跡体験!アンビリバボー（フジテレビ）
- 坂上どうぶつ王国（フジテレビ）
- 名医とつながる!たけしの家庭の医学（テレビ朝日）
- 世界の文学がわかる!あらすじ名作劇場（BS朝日）

### ネット配信
- 密着!男と女の愛憎(秘)探偵ファイル（BeeTV）

### 映画
- 潮騒（1975年、東宝）
- ホステス情報 潮ふき三姉妹（1975年、日活） - 春子
- OL日記 猥褻な関係（1975年、日活） - 猪熊靖子
- 四畳半青春硝子張り（1976年、日活） - 同僚
- 秘密（1999年、東宝）
- オムライス（2011年、よしもとクリエイティブ・エージェンシー）

### 舞台
- おせん（芸術座、名鉄ホール）
- 床屋物語 - 床屋の女房[1]
- ラ･コーザノストラ
- 良妻賢母
- 買う女

### VP
- ウォーキングのすすめ方
- 任意後見制度 啓発
- 国勢調査の使われ方
- 糖尿病
- 在宅看護
- みんなで考える防火安全の知恵